# Chojna (gmina)
Pour les articles homonymes, voir Chojna (homonymie).
Chojna est une gmina mixte du powiat de Gryfino, Poméranie-Occidentale, dans le nord-ouest de la Pologne, sur la frontière avec l'Allemagne. Son siège est la ville de Chojna, qui se situe environ 32 km au sud de Gryfino et 52 km au sud de la capitale régionale Szczecin.
La gmina couvre une superficie de 332,89 km2 pour une population de 13 896 habitants en 2016.

## Géographie
Outre la ville de Chojna, la gmina inclut les villages de Bara, Barnkowo, Białęgi, Boguszczyn, Brwice, Czartoryja, Drozdowo, Garnowo, Godków, Godków-Osiedle, Grabowo, Graniczna, Grzybno, Jelenin, Jelonki, Kaliska, Kamienny Jaz, Krajnik Dolny, Krajnik Górny, Krupin, Krzymów, Kuropatniki, Łaziszcze, Lisie Pola, Lisie Pole, Mętno, Mętno Małe, Narost, Nawodna, Ognica, Ostrów, Pniewko, Przyciesie, Raduń, Rurka, Stoki, Strzelczyn, Strzeszewko, Trzeszcze, Wilcze, Wilkoszyce et Zatoń Dolna.
La gmina borde les gminy de Banie, Cedynia, Mieszkowice, Moryń, Trzcińsko-Zdrój et Widuchowa. Elle est également frontalière de l'Allemagne.